# Vườn thú và bách thảo Cincinnati
Vườn thú và bách thảo Cincinnati (tiếng Anh: Cincinnati Zoo and Botanical Garden) là vườn thú của thành phố Cincinnati, Ohio, Hoa Kỳ. Là một trong những vườn thú lâu đời nhất của nước Mỹ, nó mở cửa vào năm 1875 với tên Vườn bách thú Cincinnati (Cincinnati Zoological Gardens), chỉ 14 tháng sau Vườn thú Philadelphia ngày 1 tháng 7 năm 1874. Nhà Bò sát (Reptile House) là tòa nhà vườn thú cũ nhất tại nước Mỹ, nó được xây vào năm 1875.
Vườn thú Cincinnati đóng tại khu Avondale ở Cincinnati. Nó được sáng lập trên 65,4 mẫu Anh (26,5 ha) ở trung tâm của thành phố và sau đó mua vài miếng đất chung quanh và vài khu bảo tồn ở các vùng ngoại ô Cincinnati. Vườn thú hoạt động các chương trình chăn nuôi và là vườn thú đầu tiên chăn nuôi loài sư tử biển California thành công. Vườn thú cũng có các chương trình chăn nuôi báo săn, tê giác Sumatra, hổ Mã Lai, khỉ đột đồng bằng phía tây, Perodicticus potto, và hươu cao cổ Masai. Vườn thú Cincinnati từng nuôi Martha, con bồ câu viễn khách cuối cùng, con chim này chết vào năm 1914. Vườn thú cũng nuôi vẹt đuôi dài Carolina cuối cùng, tên là Incas, cho đến 1918.
Vườn thú là một thành viên được công nhận của Hiệp hội các Vườn thú và Công viên thủy sinh (AZA), và là một thành viên của Hiệp hội các Vườn thú và Công viên thủy sinh Thế giới (WAZA).

Chú thích ^^^^
1. 1 2 3  "History, Mission, and Vision" (bằng tiếng Anh). Vườn thú và bách thảo Cincinnati. Truy cập ngày 22 tháng 7 năm 2011.
2. ↑  Baird, David; Basch, Harry; Donohoe, Amy; Eckert, Amy; McRae, Bill; Poole, Matthew; Porter, Darwin; Prince, Danforth; Reiber, Beth; Romine, Linda; Samson, Karl; Snyder, Karen K. (ngày 17 tháng 2 năm 2009). Frommer's USA (bằng tiếng Anh). John Wiley & Sons. tr. 491. Truy cập ngày 9 tháng 5 năm 2013.
3. ↑  "List of Accredited Zoos and Aquariums" (bằng tiếng Anh). AZA. Truy cập ngày 4 tháng 9 năm 2011.
4. ↑  "Zoos and Aquariums of the World" (bằng tiếng Anh). WAZA. Bản gốc lưu trữ ngày 3 tháng 3 năm 2016. Truy cập ngày 4 tháng 9 năm 2011.